# مفاصل دنده‌ای-مهره‌ای
مفاصل دنده‌ای-مهره‌ای (به انگلیسی: Costotransverse) مفاصلی هستند که دنده‌ها را به ستون مهره‌ها متصل می‌کنند.
- مفصل سر دنده، سر دنده و بدنه مهره‌ها را به هم متصل می‌کند.
- مفصل Costotransverse دنده را به زوائد عرضی مهره‌ها متصل می‌کند.